# Fiume Marsyangdi
Il Marsyangdi è un fiume del Nepal lungo circa 150 km. Nasce dalla confluenza di due torrenti nel massiccio dell'Annapurna, nei pressi del villaggio di Manang. Attraversa i distretti di Manang e  Lamjung e si getta nel Trishuli.

## Galleria d'immagini

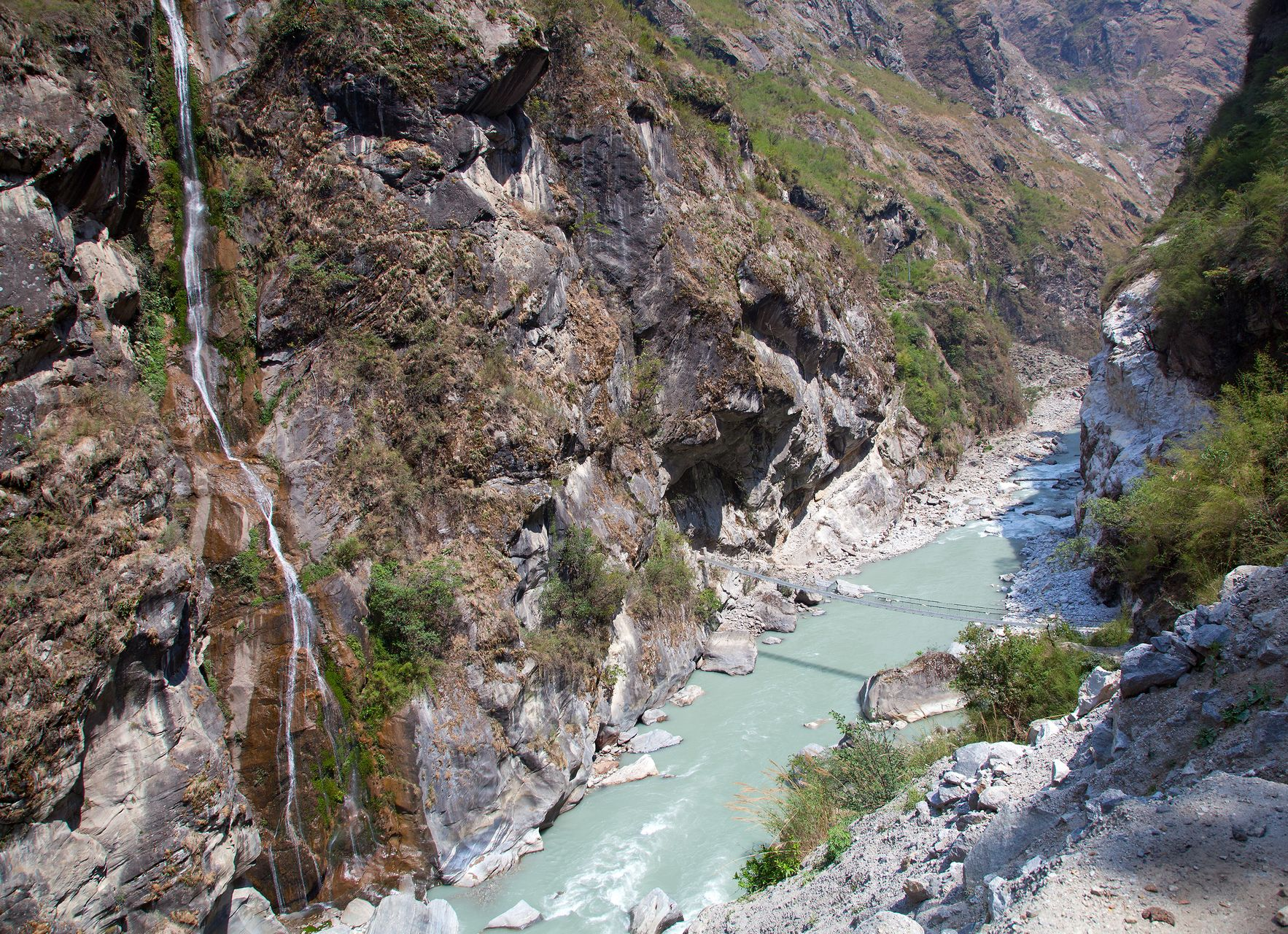
Il fiume Marshyandi
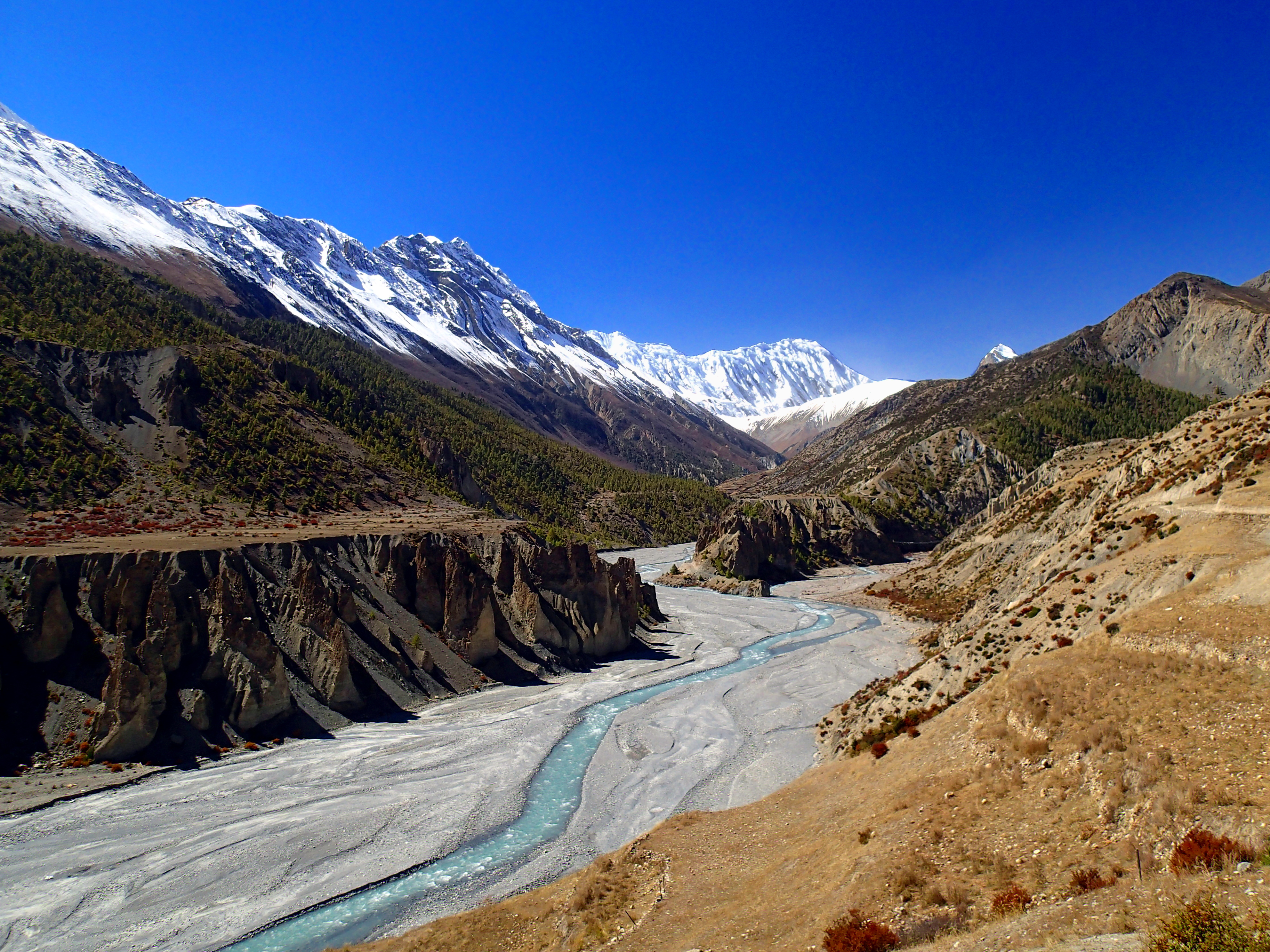
Confluenza del Marsyagdi col Jharsang Khola
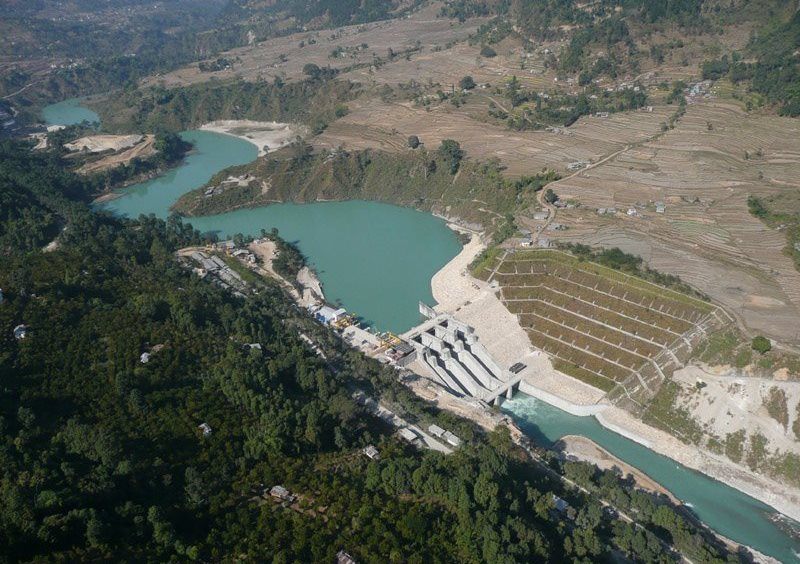
Diga sul Marshyandi, ad Udipur